# Берзін Ян Андрійович
Ян Андрі́йович Бе́рзін (нар. 9 вересня 1901, Зиссегаль — 3 липня 1956, Київ) — радянський офіцер, Герой Радянського Союзу (1944), у роки німецько-радянської війни командир 6-ї понтонно-мостової бригади 1-го Українського фронту.

## Біографія
Народився 9 вересня 1901 року в селі Зиссегаль (нині Ризького району Латвії) в сім'ї бідного батрака, латиш, член ВКП(б) з 1918 року. Під час Першої світової війни його сім'я переїхала в місто Рибінськ.
У Червоній Армії в 1918—1937 роках. Учасник Громадянської війни. 1923 року закінчив Казанську військово-інженерну школу, а 1936 року — курси при Військово-інженерній академії. 1941 року знов призваний в Червону Армію. З початку Німецько-радянської війни на фронті.
Підполковник Берзін відзначився в липні—серпні 1944 року при форсуванні річок Західний Буг, Сян, Вісла. У перший день форсування Вісли в районі міста Баранув-Сандомирський була переправлена 1-ша гвардійська танкова армія під командуванням Михайла Юхимовича Катукова, а потім 3-тя гвардійська танкова армія під командуванням Павла Семеновича Рибалко, а також два корпуси 13-ї армії. На третій день супротивник прорвався до району переправи. Понтонери зайняли оборону, стійко утримували рубіж, забезпечуючи переправу частин. Коли на прибережній ділянці ворожі автоматники і 5 танків все ж таки прорвалися безпосередньо до переправ, він підняв понтонний батальйон в контратаку і відновив положення.
Указом Президії Верховної Ради СРСР від 23 вересня 1944 року за зразкове виконання бойових завдань командування на фронті боротьби з німецько-фашистськими загарбниками і проявлені при цьому мужність і героїзм, підполковникові Яну Андрійовичу Берзіну присвоєне звання Героя Радянського Союзу з врученням ордена Леніна і медалі «Золота Зірка» (№ 1997).

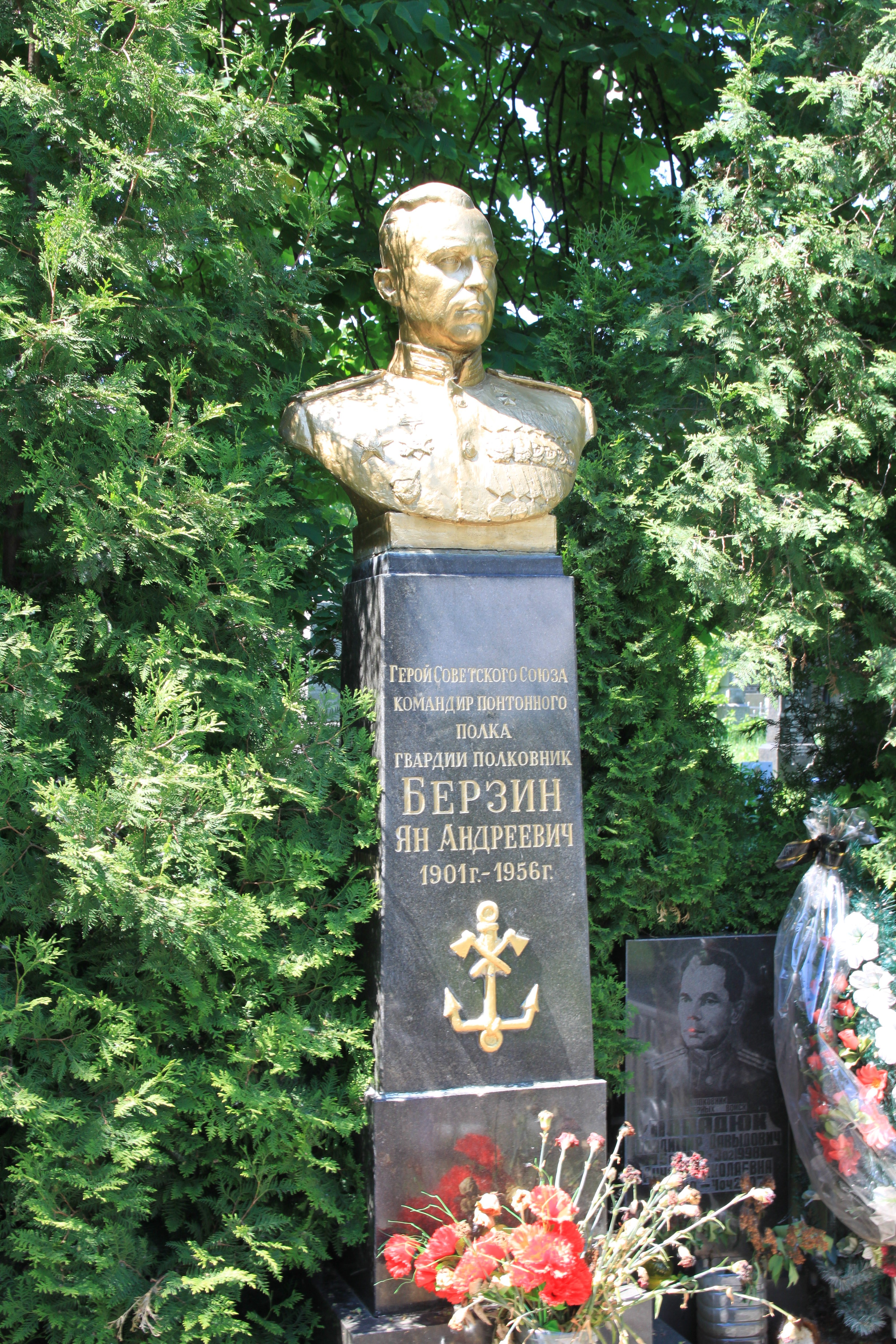
Надгробок Яна Берзіна

Після війни комбриг продовжував службу в рядах Радянської армії. 1951 року закінчив Вищі академічні курси при Військово-інженерній академії. У 1947—1956 роках полковник Берзін — командир 16-го орденів Богдана Хмельницького і Червоної Зірки понтонно-мостового полку.
Жив у Києві. Помер 3 липня 1956 року. Похований на Лук'янівському військовому кладовищі.

## Відзнаки
Нагороджений двома орденами Леніна, чотирма орденами Червоного Прапора, орденами Вітчизняної війни 1-го ступеня, Червоної Зірки, медалями, а також іноземним орденом і медалями.
Стенди про подвиги Героя Радянського Союзу Яна Андрійовича Берзіна представлені в Національному музеї історії України у Другій світовій війні і Ленінградському військово-інженерному музеї.